# ميسوهيبوس
الميسوهيبوس (الاسم العلمي: Mesohippus) وتعني الخيول الوسطى" (باليونانية:meso =μεσο = "الأوسط"، hippos = ιππος = "حصان")، وهي جنس منقرض من الخيول البدائية. عاشت مابين 40 إلى 30 مليون سنة مضت، خلال الأوليغوسيني الأوسط. وكالعديد من أحافير الخيول، كانت "الميسوهيبوس" شائعة في أمريكا الشمالية.